# Chiesa cattolica in Tagikistan
La chiesa cattolica in Tagikistan è parte della Chiesa cattolica in comunione con il vescovo di Roma, il papa.

## Storia
La Chiesa cattolica tagica è relativamente giovane. I primi cattolici a giungere nel Paese furono tedeschi deportati dal regime sovietico e provenienti da Russia, Ucraina e Lituania: per questo motivo era conosciuta dalla gente del posto come “chiesa tedesca”, anche e soprattutto perché la lingua utilizzata nella liturgia era il tedesco. Con lo scoppio della guerra civile tagica nel 1992, migliaia di persone lasciarono il Paese, tra cui anche molti cattolici: le poche chiese si svuotarono, anche i sacerdoti vennero meno, e le sorti della chiesa cattolica furono sostenute dalle religiose di Madre Teresa di Calcutta e da alcuni preti che, di tanto in tanto, giungevano dal vicino Kazakistan.
Importante passo nella storia della comunità cattolica tagica fu la costituzione della missione sui iuris, voluta da Giovanni Paolo II ed istituita il 29 settembre 1997. La missione fu affidata ai preti dell'Istituto del Verbo Incarnato e al superiore, il sacerdote argentino Carlos Avila, sostituito nel 2013 dal confratello Pedro Ramiro López. Nel 2017 è stato ordinato il primo prete cattolico nativo del Tagikistan, padre Orzú Saidshoev.

## Organizzazione territoriale
Attualmente l'unica circoscrizione di rito romano del paese resta sempre la missione sui iuris del Tagikistan che si estende su tutto il territorio.
La Chiesa cattolica in Tagikistan conta su 5 sacerdoti del Verbo Incarnato e 4 suore della congregazione di Madre Teresa di Calcutta. La chiesa è organizzata in tre parrocchie:
- la parrocchia di San Giuseppe, nella capitale Dušanbe;
- la parrocchia di San Rocco, nella città di Qurǧonteppa, nel sud del Paese;
- la parrocchia di Santa Teresa del Bambin Gesù, nella città di Chujand, nel nord del Paese.

Nel 2010, la comunità cattolica tagica annoverava circa 326 battezzati.
Alla missione si aggiunge una circoscrizione di rito bizantino: l'amministrazione apostolica del Kazakistan e dell'Asia Centrale.
Da settembre 2021 l'episcopato locale fa parte della conferenza episcopale dell'Asia centrale che riunisce i vescovi delle Chiese cattoliche presenti in Tagikistan, Uzbekistan, Kirghizistan, Turkmenistan e Kazakistan.

## Nunziatura apostolica
La nunziatura apostolica del Tagikistan è stata istituita il 15 giugno 1996 con il breve Quo firmiores reddantur di papa Giovanni Paolo II.

### Nunzi apostolici
- Marian Oles (28 dicembre 1996 - 11 dicembre 2001 nominato nunzio apostolico in Macedonia e Slovenia)
- Józef Wesołowski (16 febbraio 2002 - 24 gennaio 2008 nominato nunzio apostolico nella Repubblica Dominicana)
- Miguel Maury Buendía (12 luglio 2008 - 5 dicembre 2015 nominato nunzio apostolico in Romania)
- Francis Assisi Chullikatt (30 aprile 2016 - 1º ottobre 2022 nominato nunzio apostolico in Bosnia ed Erzegovina e Montenegro)
- George George Panamthundil, dal 15 luglio 2023